# Лейдлоу, Фрэнк
Фрэнк Фортескье Лейдлоу (1876—1963) — британский биолог, работавший в областях энтомологии, герпетологии и малакологии. В его честь называны несколько видов стрекоз, например, Epiophlebia laidlawi Tillyard, 1921 и Burmagomphus laidlawi Fraser, 1924.

## Научный вклад
Описал и назвал ряд таксонов улиток, например, род Colparion. Описал два новых вида змей: Hebius inas и Kolpophis annandalei.